# Ensatina eschscholtzii
Genre
Espèce
Synonymes
- Ensatina eschscholtzii eschscholtzii Gray, 1850
- Heredia oregonensis Girard, 1856
- Ensatina eschscholtzii oregonensis (Girard, 1856)
- Plethodon croceater Cope, 1868 "1867"
- Ensatina eschscholtzii croceater (Cope, 1868)
- Urotropis platensis Jiménez de la Espada, 1875
- Ensatina eschscholtzii platensis (Jiménez de la Espada, 1875)
- Ensatina klauberi Dunn, 1929 "1928"
- Ensatina eschscholtzii klauberi Dunn, 1929
- Ensatina sierrae Storer, 1929
- Ensatina eschscholtzi picta Wood, 1940
- Ensatina eschscholtzi xanthoptica Stebbins, 1949

Statut de conservation UICN

 LC  : Préoccupation mineure
Ensatina eschscholtzii, unique représentant du genre Ensatina, est une espèce d'urodèles de la famille des Plethodontidae. C'est un exemple d'espèce en anneau. Cette espèce de salamandre porte le nom vernaculaire de salamandre variable.

## Description
Ensatina eschscholtzii est une espèce nocturne.
Ne possédant pas de poumons, cet amphibien respire grâce à sa peau qui reste constamment humide. Il possède néanmoins des narines qui lui servent exclusivement pour l'odorat. Des glandes de poisons sont situées dans sa queue pour se défendre, mais des prédateurs comme le raton-laveur arrive à ne pas manger la queue et donc éviter le poisons.

## Répartition
Cette espèce se rencontre :
- au Canada dans le sud-ouest de la Colombie-Britannique ;
- aux États-Unis en Californie, en Oregon et au Washington ;
- au Mexique dans l'extrême Nord de la Basse-Californie.

Cette salamandre vit dans des forêts d'altitude.

## Reproduction
La reproduction se déroule plutôt dans les périodes les plus froides. Puis en été, les femelles vont pondre une douzaine d’œufs dans des recoins marécageux. Les nouveau-nés sortiront de leurs œufs environ 4 mois plus tard et ne passeront pas par le stade larvaire de têtard. Son cycle de vie est donc entièrement terrestre, ce qui est rare pour une salamandre. Ils ont directement la forme des parents. Ils sortiront du nid pendant les premières pluies.

## Taxinomie
Le statut des sous-espèces est controversé.

## Étymologie
Cette espèce est nommée en l'honneur de Johann Friedrich von Eschscholtz.

## Galerie

Ensatina eschscholtzii
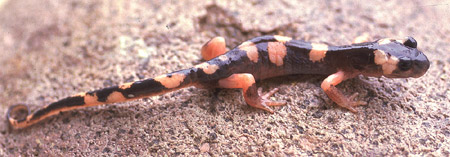
Ensatina eschscholtzii klauberi
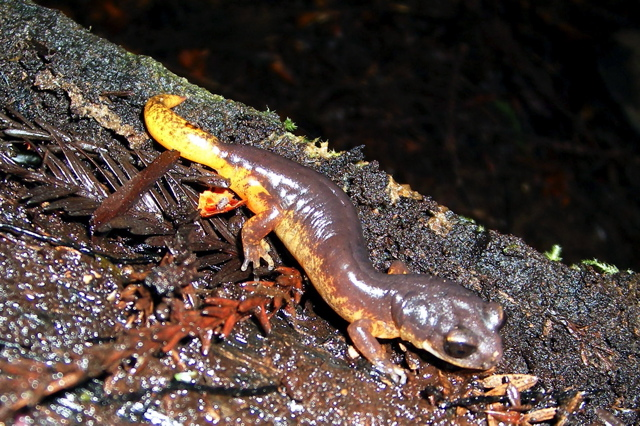
Ensatina eschscholtzii oregonensis
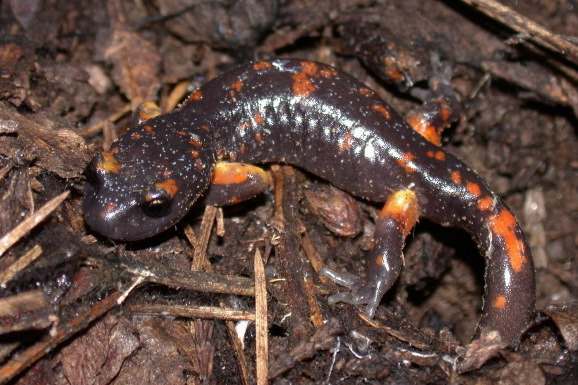
Ensatina eschscholtzii platensis
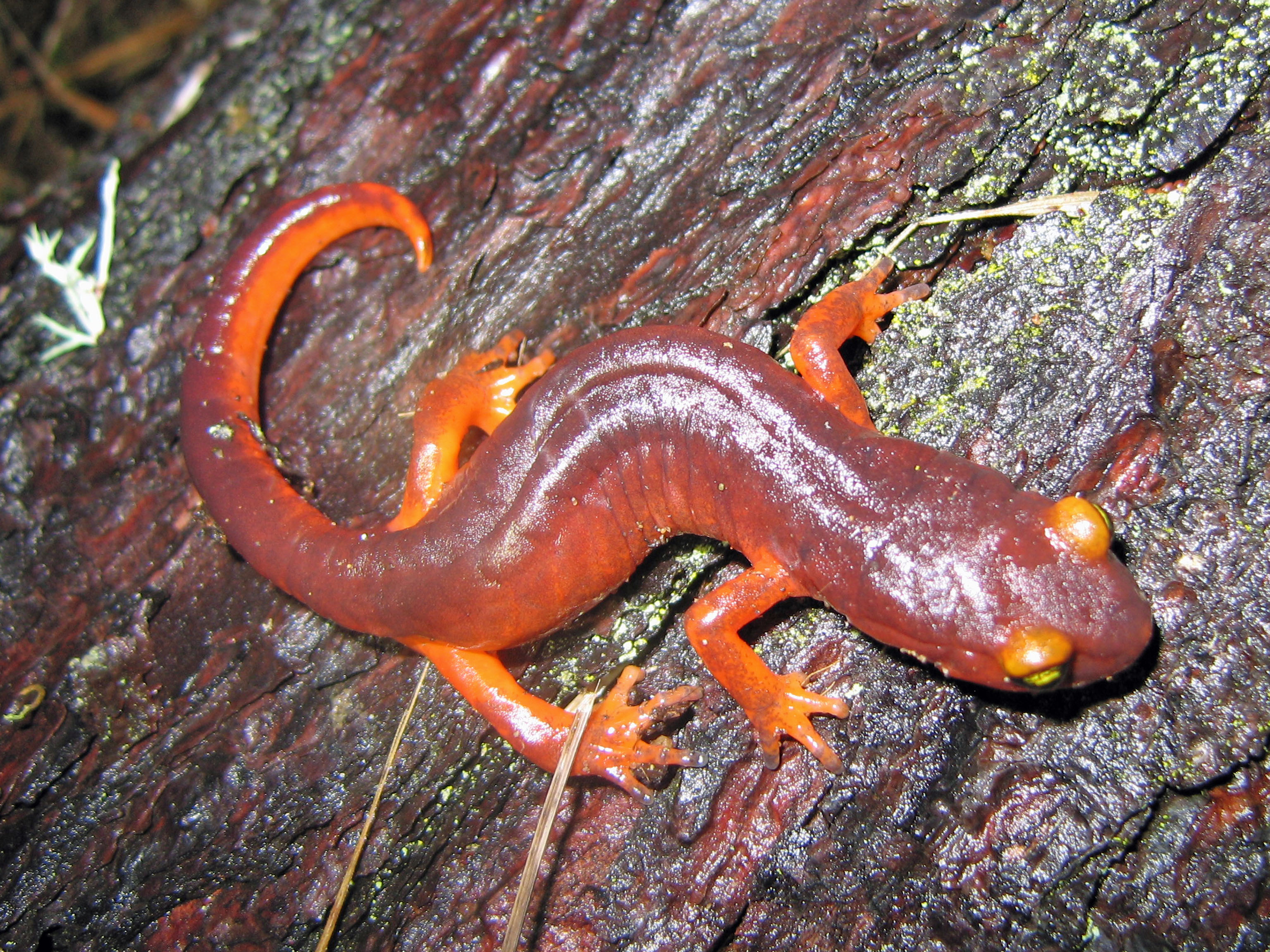
Ensatina eschscholtzii xanthoptica

## Publication originale
- Gray, 1850 : Catalogue of the Specimens of Amphibia in the Collection of the British Museum. Part II. Batrachia Gradientia (texte intégral)